# Demetrij
Demetrij je moško osebno ime.

## Izvor imena
Ime Demetrij lahko izhaja iz moškega osebnega imena Dimitrij ali pa iz  latinskega imena Demetrius.

## Pogostost imena
Po podatkih Statističnega urada Republike Slovenije je bilo na dan 31. decembra 2007 v Sloveniji število moških oseb z imenom Demetrij: 19.

## Osebni praznik
V koledarju je ime zapisano 14. avgusta (Demetrij, mučenec), 6. novembra (Demetrij, ciprski škof) in 22. decembra (Demetrij, mučenec).